# Jaume Ferrer Hernández
Jaume Ferrer Hernández (Mahón, 26 de junio de 1883-Sevilla, 13 de marzo de 1922) fue un farmacéutico, químico y oceanógrafo español. Profesor en las universidades de Barcelona y Madrid, desde 1912 fue catedrático de química en la Universidad de Sevilla. Destacó por sus estudios oceanográficos.

## Vida
Hijo de Jaume Ferrer Aledo, farmacéutico, naturalista y polígrafo que destacó en el estudio de los peces de Menorca, Jaume Ferrer obtuvo el título de bachillerato el 18 de mayo de 1898 en el Instituto de Segunda Enseñanza de Mahón. Estudió en la Universitat de Barcelona donde fue alumno de Odón de Buen y del Cuerpo (1863-1945), catedrático de historia natural (1889-1911) y iniciador de la oceanografía española. Ferrer, siendo todavía alumno, fue nombrado jefe de prácticas de mineralogía y botánica (1900-1905). El 1904 se licenció en farmacia con premio extraordinario, el 1905 se licenció en ciencias fisicoquímicas, y se doctoró en ciencias fisicoquímicas el 1906 con la tesis Acción del peróxido de hidrógeno sobre el selenio  presencia de óxidos metálicos. A finales de aquel mismo año, fue nombrado profesor ayudando interino de la Facultad de Ciencias de la Universitat de Barcelona y, durante el último trimestre, impartió la asignatura de cristalografía.
El enero de 1907 se le concedió el premio extraordinario de doctorado. El marzo de aquel mismo año fue nombrado profesor ayudando de la Sección de Ciencias del Instituto de Segunda Enseñanza de Ladrillo y le fueran encargadas las cátedras de Fisiología e Higiene y de Historia Natural. Aun así, Ferrer restó poco tiempo en la isla porque el febrero de 1908 fue gritado por Odón de Buen en Madrid, donde obtuvo un contrato de profesor auxiliar interino de la Facultad de Ciencias de la Universidad Complutense. Fue un colaborador destacado del Laboratorio de Biología Marina de Portopí, a la bahía de Palma, inaugurado el 1908 y dirigido por Odón de Buen.
El año 1911 ganó por oposición la plaza de profesor auxiliar numerario de la Sección de Químicas de la Facultad de Ciencias de la Complutense, donde trabajaba. El mes de marzo de 1912 ganó, también por oposición, la cátedra de Química orgánica de la Facultad de Ciencias de Sevilla y se  mudó. Fue catedrático de química orgánica de la Universidad de Sevilla (1912-22) y el 1919 fue nombrado jefe de sección de química del Instituto Español de Oceanografía. El 1913, pensionado por la Junta de Ampliación de Estudios se formó en síntesis orgánica con el francés Paul Sabatier (1854-1941), premio Nobel de química del 1912.
El 1920, sin dejar la cátedra en la Universidad de Sevilla, fue nombrado profesor agregado de la Escuela Industrial de Artes y Oficios de Sevilla, con el encargo de impartir química general, electroquímica y análisis químico. Aquel mismo año recibió el título de Comendador Ordinario de la Orden Civil de Alfonso XII, como recompensa por sus trabajos al Instituto Español de Oceanografía.

## Obra
En sus trabajos de química orgánica destacan los estudios sobre los xantats. En cuanto a la química marina fue un precursor y guía de los que trabajaron en el campo. Participó en varias campañas oceanográficas, como las del barco Núñez de Balboa (1914-1915) por aguas de Baleares y el Mediterráneo español hasta Cádiz, las del crucero Río de la Plata y el buque auxiliar Primero de Meira en 1917 por las Rías Bajas de Galicia, con el cañonero Hernán Cortés en 1918 por el Cantábrico y finalmente con el barco Giralda en 1920-21 por las Islas Baleares, Córcega, cabo de Creus, Cádiz, Lisboa y el estrechado de Gibraltar. En esta última travesía trabajó junto con el príncipe Alberto I de Mónaco (1848-1922), otro apasionado del mundo marino. La fatalidad fe que los dos murieran con poco tiempo de diferencia.
Las muestras de agua recogidas eran después exhaustivamente estudiadas en los laboratorios de química donde se determinaba el grado de salinidad y se elaboraban análisis de productos animales. Sus trabajos destacaban por su carácter analítico, tanto de las sales y el oxígeno disuelto en el mar cómo de la determinación de los patrones de agua de calidad. Es autor, entre otros estudios, de Nota sobre la turba del Ebro, Minerales del cabo de Cruces (1902) y Materiales para las faunas ictiológicas de las Baleares.